# 河埜和正
河埜 和正（こうの かずまさ、1951年11月7日 - ）は、愛媛県八幡浜市出身の元プロ野球選手（内野手）・コーチ。
実弟も元プロ野球選手で、元南海→ダイエー二塁手の河埜敬幸。2023年現在、日本プロ野球で共に1000試合出場、1000安打、4000打数を達成した唯一の日本人兄弟選手である。
ニックネームは「カメ」。これは若手時代、出塁してリードを取った際、自信なさげに首だけ伸ばした姿が亀に似ていたということで当時の首脳陣に命名された。

## 経歴
河埜家はスポーツ一家で、小学校ではソフトボールをやっていた。中学校で野球部に入った時は連帯責任でケツバットを食らって即退部したが、バレーボール部に転じて県大会で優勝。垂直跳びで80cmをマークして周囲を驚かせたこともあったが、野球への思いは断ち切りがたく、たまたま実家の隣に住んでいた八幡浜工高・酒本二郎野球部長から「うちで野球をやらないか」と誘われたのもあって、同高進学後は再び野球部に入部。2年次の1968年には秋季県大会準決勝に進むが、八幡浜高の藤沢公也に完封を喫する。3年次の1969年夏も県大会で敗退するなど甲子園には出場できなかった。
高校時代はほぼ無名の存在で、ドラフトで指名されるとは思っていなかったというが、同年のドラフト6位で読売ジャイアンツに入団。
1970年1月に多摩川での合同練習で初お目見えするが、この動きを観察していた須藤豊二軍守備コーチは目を丸くした。普通の遊撃手は土の部分に守備位置を取るのだが、河埜はそれより2歩後ろで捕球体勢に入った。須藤は試しに強いゴロのノックをしてみると、深い位置で捕るやいなや、一塁へ矢のような送球で、普通なら内野安打になるような位置で楽にアウトにしてしまう。二軍暮らしが長かったが、左翼の前方ともいえる位置からでも一塁で刺すほどの類いまれな強肩の持ち主で、後に江川卓と掛布雅之は著書の中で「河埜さんの肩は超一級」と評している。平凡なゴロを失策することもあったが、側転途中のような極端なアクロバット的体勢から難しいゴロを捌く双方の面を持っていた。高校時代からその強肩ぶりは有名で、プロのスカウトが試しに一塁で送球を受けてみたところ、あまりにも高校生離れした送球にグラブが弾き飛ばされたとの逸話がある。そのため多摩川グラウンドでは、舌を巻いた須藤が務台三郎グラウンドキーパーと相談し、遊撃の後方2mほど芝を刈って守備範囲を広げたという。“多摩川の主”と異名をとったベテランの務台も「長いことキーパーをやっているけど、こんなの初めてだね」と驚いていた。
1971年にイースタン・リーグで打点王を獲得。1974年に一軍に定着し、黒江透修に代わる遊撃手のレギュラーを獲得。7月9日の大洋戦（川崎）では右肘に死球を受けたかのように見えて、実際にみるみる腫れていったが、河埜は「当たっても痛い顔をするな」と須藤守備コーチから言われていたため、その表情を見た球審は「痛がっていないから」とファウルの判定。須藤に続いて川上哲治監督も飛び出して猛抗議し、球審の胸を突いた川上は生涯唯一の退場となる一幕もあった。27日の大洋戦（川崎）では大洋が2回裏2死に三塁へ江尻亮、一塁へ松原誠が出塁し、打席に4番のジョン・シピンという好機を迎える。下手投げが苦手のシピンであったため、川上はすかさず投手を関本四十四から小川邦和にリレーしたが、カウント1-1からの3球目をシピンがジャストミートして三塁側の巨人ベンチが一瞬青ざめる。誰もが「ヒットだ」と思ったが、よく見ると白球は河埜のグラブに収まっていた。結局この試合は巨人が11-6で快勝したが、後日、このファインプレーに関して河埜は「あの守備でオレは遊撃手としてメシが食っていけるという自信が生まれたんです。反射的にジャンプしたんですけど、捕球の瞬間は捕れているかどうか、わかりませんでした」と振り返っている。この年は遊撃守備を評価され、ダイヤモンドグラブ賞を受賞する。
1977年には初めて規定打席に到達し（20位、打率.294）、リーグ2連覇に貢献してベストナインを受賞。阪急との日本シリーズでは10月25日の第3戦（後楽園）で、延長12回裏に山口高志からサヨナラ3点本塁打を放ち、シリーズの敢闘賞を獲得。ヤクルトの個性派左腕・安田猛に滅法強くカモにしていたほか、右中間方向に抜群の飛距離があったため、長嶋茂雄監督に打撃フォームをいじられた。すると1977年・1978年と2年連続で2割9分台と安定していた打率が急降下してしまい、本塁打量産を狙った効果が逆効果となった。土井正三は日本テレビ解説者であった1980年代前半、1度目の巨人コーチ時代のエピソードとして「この人は空振りが多いのでヒットエンドランのサインを出しにくかった。」と話している。1978年にはセ・リーグの遊撃手最高守備率を記録したが、運悪く山下大輔の連続守備機会無失策の新記録に話題をさらわれ、2度目のダイヤモンドグラブ賞も逸している。
1981年に復帰した牧野茂ヘッドコーチから「野手のリーダーになってくれ」と頼まれ、言葉で叱咤激励するタイプではなかったが、ランニングや体操、ノックと、全てで先頭に立った。やがて、若い野手が自宅へ相談に訪ねてくるようになっていき、1980年代に入ってからは「キャップ」とも呼ばれていた。実力と個性を兼ね備えた若手たちを束ねるだけでなく、1981年には開幕から1番打者として起用され、松本匡史、篠塚利夫と共にチャンスメーカーとして活躍。1番に立っては盗塁王を争い、2番に入るとリーグ最多の21犠打をマークするなど快進撃を支え、4年ぶりのリーグ優勝に貢献。日本ハムとの日本シリーズでも全試合に先発出場し、21打数9安打3打点を記録するなど日本一の大きな原動力となり、シリーズの優秀選手賞を獲得。
1982年は松本が1番に定着したこともあって自己最多の32犠打を記録するなど攻守で若いチームを引っ張り、そして支え続けた。右翼からの送球の中継に入ることもあったほどの俊足と強肩に加え、バレーボール時代に鍛えた上下左右への瞬間的な動きは圧巻で、ライナーに反応してのジャンピングキャッチは秀逸であった。

遊撃守備の名手で「守備では人に負けたくない」と言っていた河埜であったが、1985年4月16日の阪神戦（甲子園）の4回裏の守備で、佐野仙好の放ったなんでもないショートフライをグラブに当てて落球。阪神はこの失策を契機にこの回一挙7得点を挙げて逆転勝利すると、翌17日のバックスクリーン3連発と合わせてチームが勢いづき、21年ぶりの優勝に繋がった。
河埜はその後も、普段からは考えられないような凡ミスを犯すなど、落球の精神的後遺症といわれるほど失策が続く。28日のヤクルト戦（神宮）の初回に八重樫幸雄の飛球を再度落球し、逆転のタイムリーエラーを犯した河埜はレギュラーを獲得して以来、怪我以外では一度もなかった二軍降格も経験。懲罰というより、精神的に参っている河埜をリフレッシュさせるためであったが、名手とまで言われた33歳のベテランはもう立ち直る気配すらなかった。5月22日のイースタン・リーグ・ロッテ戦（川崎）で登録抹消以来初めてスタメン出場したが、2失策を記録。平凡なゴロをポロリとやり、一塁への悪送球で相手に得点まで与えてしまった。打つ方でも1二塁打はあったが、2三振に2併殺打と一軍レギュラーの面影は感じられなかった。河埜が落球で登録抹消されたのと入れ替わりに昇格したのが、3年目でまだ21歳の川相昌弘であった。岡崎郁にポジションを譲り、同年オフの契約交渉では2660万円から20%ダウンの2130万円での契約を言い渡され、ぐうの音も出ずに印鑑を押した。ダウン額は530万円で、河埜は「落球1つで265万円か…」と苦笑いした。後に守備のスランプは克服したが、打撃の衰えもあって1986年は僅か18試合出場で、代打だけでなく二塁や三塁の守備にもついた。同年引退。
巨人では、坂本勇人に更新されるまで球団最多だった遊撃手出場記録（1370試合）を持っていた。
通算成績では弟・敬幸に上回られる項目が多く、自身が上回ったのは本塁打と盗塁くらいであったが、弟が獲得できなかったベストナイン、ダイヤモンドグラブ賞をそれぞれ1回受賞している。
引退後は巨人で三軍コーチ（1990年 - 1991年）、二軍育成担当コーチ（1992年）、二軍守備コーチ（1993年 - 1994年）、二軍内野守備コーチ（1995年 - 2000年, 2004年）、二軍内野守備・走塁コーチ（2005年）、スカウトを歴任。その後は巨人が運営する青少年向けの野球教室「ジャイアンツベースボールアカデミー」校長を務めた。

## 詳細情報

### 年度別打撃成績
| 年 度     | 球 団     | 試 合 | 打 席 | 打 数 | 得 点 | 安 打 | 二 塁 打 | 三 塁 打 | 本 塁 打 | 塁 打 | 打 点 | 盗 塁 | 盗 塁 死 | 犠 打 | 犠 飛 | 四 球 | 敬 遠 | 死 球 | 三 振 | 併 殺 打 | 打 率 | 出 塁 率 | 長 打 率 | O P S |
| --------- | --------- | ----- | ----- | ----- | ----- | ----- | -------- | -------- | -------- | ----- | ----- | ----- | -------- | ----- | ----- | ----- | ----- | ----- | ----- | -------- | ----- | -------- | -------- | ----- |
| 1971      | 巨人      | 2     | 3     | 3     | 0     | 0     | 0        | 0        | 0        | 0     | 0     | 0     | 0        | 0     | 0     | 0     | 0     | 0     | 1     | 0        | .000  | .000     | .000     | .000  |
| 1972      | 巨人      | 7     | 0     | 0     | 1     | 0     | 0        | 0        | 0        | 0     | 0     | 0     | 1        | 0     | 0     | 0     | 0     | 0     | 0     | 0        | ----  | ----     | ----     | ----  |
| 1973      | 巨人      | 24    | 25    | 23    | 3     | 2     | 0        | 0        | 1        | 5     | 2     | 2     | 0        | 0     | 0     | 1     | 0     | 1     | 4     | 0        | .087  | .160     | .217     | .377  |
| 1974      | 巨人      | 119   | 323   | 293   | 38    | 57    | 12       | 7        | 10       | 113   | 28    | 10    | 1        | 5     | 1     | 18    | 1     | 6     | 82    | 6        | .195  | .255     | .386     | .640  |
| 1975      | 巨人      | 90    | 280   | 251   | 23    | 57    | 11       | 2        | 6        | 90    | 17    | 3     | 1        | 3     | 1     | 21    | 5     | 4     | 53    | 7        | .227  | .296     | .359     | .655  |
| 1976      | 巨人      | 124   | 359   | 320   | 45    | 78    | 12       | 2        | 5        | 109   | 24    | 10    | 1        | 5     | 1     | 24    | 7     | 9     | 50    | 8        | .244  | .314     | .341     | .654  |
| 1977      | 巨人      | 125   | 419   | 357   | 49    | 105   | 18       | 6        | 12       | 171   | 45    | 13    | 5        | 10    | 3     | 39    | 3     | 10    | 49    | 6        | .294  | .377     | .479     | .856  |
| 1978      | 巨人      | 128   | 512   | 443   | 57    | 129   | 19       | 7        | 9        | 189   | 55    | 23    | 2        | 21    | 3     | 34    | 2     | 11    | 55    | 11       | .291  | .354     | .427     | .781  |
| 1979      | 巨人      | 128   | 488   | 439   | 53    | 100   | 22       | 1        | 15       | 169   | 56    | 21    | 1        | 11    | 3     | 28    | 0     | 7     | 73    | 9        | .228  | .283     | .385     | .668  |
| 1980      | 巨人      | 125   | 398   | 352   | 37    | 81    | 13       | 3        | 6        | 118   | 27    | 10    | 4        | 12    | 0     | 29    | 7     | 5     | 69    | 9        | .230  | .298     | .335     | .633  |
| 1981      | 巨人      | 130   | 580   | 503   | 73    | 133   | 16       | 1        | 16       | 199   | 42    | 27    | 7        | 21    | 2     | 45    | 1     | 8     | 65    | 3        | .264  | .333     | .396     | .729  |
| 1982      | 巨人      | 127   | 511   | 428   | 62    | 116   | 21       | 4        | 11       | 178   | 34    | 15    | 10       | 32    | 2     | 44    | 1     | 5     | 64    | 5        | .271  | .344     | .416     | .760  |
| 1983      | 巨人      | 95    | 370   | 310   | 44    | 75    | 15       | 1        | 4        | 104   | 19    | 10    | 6        | 16    | 1     | 43    | 1     | 0     | 49    | 11       | .242  | .333     | .335     | .669  |
| 1984      | 巨人      | 111   | 346   | 299   | 40    | 77    | 11       | 3        | 13       | 133   | 46    | 8     | 2        | 16    | 3     | 26    | 1     | 2     | 45    | 9        | .258  | .318     | .445     | .763  |
| 1985      | 巨人      | 52    | 133   | 115   | 15    | 29    | 3        | 0        | 6        | 50    | 15    | 1     | 2        | 3     | 0     | 14    | 2     | 1     | 18    | 4        | .252  | .338     | .435     | .773  |
| 1986      | 巨人      | 43    | 66    | 59    | 6     | 12    | 3        | 0        | 1        | 18    | 6     | 0     | 1        | 2     | 0     | 5     | 0     | 0     | 10    | 2        | .203  | .266     | .305     | .571  |
| 通算:16年 | 通算:16年 | 1430  | 4813  | 4195  | 546   | 1051  | 176      | 37       | 115      | 1646  | 416   | 153   | 44       | 157   | 20    | 371   | 31    | 69    | 687   | 90       | .251  | .320     | .392     | .713  |

- 各年度の太字はリーグ最高

### 表彰
- ベストナイン：1回（1977年）
- ダイヤモンドグラブ賞：1回（1974年）
- 日本シリーズ敢闘賞：1回 （1977年）
- 日本シリーズ優秀選手賞：1回 （1981年）

### 記録
初記録
- 初出場・初先発出場：1971年9月24日、対阪神タイガース26回戦（後楽園球場）、8番・遊撃手として先発出場
- 初安打：1973年4月25日、対阪神タイガース2回戦（後楽園球場）、4回裏に権藤正利から
- 初本塁打・初打点：1973年7月4日、対広島東洋カープ12回戦（後楽園球場）、5回裏に宮本洋二郎から左越2ラン

節目の記録
- 1000試合出場：1981年10月5日、対ヤクルトスワローズ26回戦（後楽園球場）、2番・遊撃手として先発出場 ※史上227人目
- 100本塁打：1984年7月11日、対広島東洋カープ13回戦（札幌市円山球場）、8回裏に森厚三から左越ソロ ※史上132人目
- 1000安打：1984年9月5日、対中日ドラゴンズ24回戦（ナゴヤ球場）、3回表に鈴木孝政から左越ソロ ※史上137人目

その他の記録
- 3打席連続三塁打：1974年 ※日本記録[9]
- 兄弟で1000安打以上 ※史上2組目（1組目の達成者はレロン・レオンのリー兄弟）
- オールスターゲーム出場：4回（1977年 - 1979年、1983年）

### 背番号
- 61 （1970年 - 1973年）
- 29 （1974年 - 1978年）
- 5 （1979年 - 1986年）
- 101 （1990年 - 1991年）
- 96 （1992年 - 1995年）
- 79 （1996年 - 2000年）
- 80 （2004年 - 2005年）